# King Rollo Films
King Rollo Films es una compañía británica creada por David McKee, el nombre y logo de la compañía fueron basados en el dibujo animado "King Rollo" (Rey Rollo) creado por el mismo creador de la compañía, además King Rollo Films produjo muchas animaciones asociadas con empresas de gran importancia como Universal Studios y otras compañías como Nickelodeon

## Producciones por King rollo Films
- Maisy (coproducido por  Universal Studios)
- Paz (coproducido por Discovery Kids y Egmont Imagination)
- Clifford de Cachorrito (coproducido por PBS Kids, CBeebies, Scholastic Entertainment, y Mike Young Productions)
- King Rollo
- Que tu nuevo (coproducido por PBS Kids Sprout, Nick Jr. Reino Unido e Irlanda, Canadian Broadcasting Corporation, Decode Entertainment, TT Animation, y Original Pictures)
- La Gatita Poppy (coproducido por PBS Kids Sprout y Coolabi Productions)